# Wilkinson (Indiana)
Pour les articles homonymes, voir Wilkinson.
Wilkinson est une municipalité située dans le comté de Hancock, dans l’État de l'Indiana, aux États-Unis. Lors du recensement de 2020, elle comptait 414 habitants.